# Perőcsény, Pesta
Perőcsény  este un sat în districtul Szob, județul Pesta, Ungaria, având o populație de 336 de locuitori (2011). 

## Demografie
Componența etnică a satului Perőcsény
     Maghiari (96,52%)
     Necunoscut (2,53%)
     Germani (0,95%)
     Alții (2,53%)
Componența confesională a satului Perőcsény
     Reformați (63,69%)
     Romano-catolici (12,5%)
     Fără religie (6,85%)
     Necunoscută (16,96%)
     Alte religii (2,38%)
Conform recensământului din 2011, satul Perőcsény avea 336 de locuitori. Din punct de vedere etnic, majoritatea locuitorilor (96,52%) erau maghiari. Apartenența etnică nu este cunoscută în cazul a 2,53% din locuitori.  Din punct de vedere confesional, majoritatea locuitorilor (63,69%) erau reformați, existând și minorități de romano-catolici (12,5%) și persoane fără religie (6,85%). Pentru 16,96% din locuitori nu este cunoscută apartenența confesională.